# The Happening (film)
The Happening is een Amerikaanse apocalyptische film uit 2008 van regisseur M. Night Shyamalan, die ook het scenario schreef. Mark Wahlberg en Zooey Deschanel spelen de hoofdrollen. De film ging in Amerika speciaal in première op vrijdag de dertiende juni.

## Verhaal
In de noordoostelijke staten van Amerika waart een epidemie rond. Het begon in enkele parken zoals Central Park in New York. Slachtoffers slaan eerst wartaal uit, verstijven vervolgens en plegen daarna zelfmoord. De officiële instanties denken al snel aan een neurotoxine dat door terroristen werd verspreid via een biochemische aanval. 
Elliot, een leraar natuurwetenschappen, vlucht met zijn vrouw Alma naar Harrisburg per trein. Julian en zijn dochter Jess reizen mee, maar Julian beslist terug te keren om zijn vrouw op te halen die vastzit in een file. De epidemie breidt zich verder uit waardoor men begint te twijfelen aan een aanslag. De communicatie met de treinleiding valt weg waardoor de reizigers stranden in een afgelegen dorpje. Elliot, Alma en Jess worden opgepikt door een plantenkweker en zijn vrouw. Volgens de kweker is de flora verantwoordelijk: zij voelen zich bedreigd door de mens en verspreiden via de wind een neurotoxine dat mensen suïcidaal maakt. Hoewel Elliot eerst sceptisch is, moet hij later erkennen dat de plantenkweker mogelijk gelijk heeft. 
Exact vierentwintig uur later is de epidemie over. Wetenschappers zijn het er over eens dat de aanval een natuurlijk fenomeen was, maar dat de oorzaak niet gekend is en mogelijk nog kan voorvallen. Drie maanden later duiken de symptomen plots op in Frankrijk. Al vlug hangt de lucht vol met donkere wolken neurotoxine.

## Rolverdeling
| Acteur             | Personage                |
| ------------------ | ------------------------ |
| Mark Wahlberg      | Elliot Moore             |
| Zooey Deschanel    | Alma Moore               |
| John Leguizamo     | Julian                   |
| Ashlyn Sanchez     | Jess                     |
| Betty Buckley      | Mrs. Jones               |
| Spencer Breslin    | Josh                     |
| Robert Bailey jr.  | Jared                    |
| Frank Collison     | Eigenaar van tuincentrum |
| Jeremy Strong      | Soldaat Auster           |
| Alan Ruck          | Schoolhoofd              |
| Victoria Clark     | Vrouw van Collison       |
| M. Night Shyamalan | Joey                     |
| Ian Pritchard      | Student                  |